# 6190 Rennes
6190 Rennes è un asteroide della fascia principale. Scoperto nel 1989, presenta un'orbita caratterizzata da un semiasse maggiore pari a 2,8149396 UA e da un'eccentricità di 0,0882036, inclinata di 1,68022° rispetto all'eclittica.